# Batıayaz
Batıayaz (kurdisch: Mûran) ist ein Dorf im Landkreis Yayladere der türkischen Provinz Bingöl. Batıayaz liegt etwa 7 km südöstlich der Kreishauptstadt Yayladere. Das Dorf liegt auf 1508 m über dem Meeresspiegel, unweit der Özlüce-Talsperre.
Der kurdische Name wurde in der Form „Murun“ ins Grundbuch aufgenommen.